# Remitly
 (janvier 2020).
Remitly est une société américaine de services de paiement spécialisée dans les transferts d'argent internationaux en ligne. La société propose des services d'envoi de fonds dans 145 pays, avec une couverture étendue en Amérique latine, en Asie du Sud, en Afrique, en Asie du Sud-Est et en Europe de l'Est.

## Historique
Remitly est créée en 2011.  
L'entreprise s'appelait à l'origine Beamit, Inc et a changé son nom en août 2012 pour Remitly.  
En octobre 2022, Remitly propose ses services au Japon et Nouvelle-Zelande. 

## Financement
Remitly a reçu des investissements de la société Bezos Expeditions de Jeff Bezos et de la société TomorrowVentures d'Eric Schmidt,. 
En octobre 2017, Remitly a levé jusqu'à 115 millions de dollars auprès de PayU, un autre fournisseur de paiements financiers. 

## Services
En octobre 2022, l'entreprise dispose de 410 000 points de retrait d'argent.En janvier 2023, Remitly annonce la possibilité d'envoyer de l'argent dans plus de 145 pays. 